# ألتون إل. بيكر
ألتون إل. بيكر (بالإنجليزية: Alton L. Becker)‏ هو لغوي أمريكي، ولد في 6 أبريل 1932 في مونرو في الولايات المتحدة، وتوفي في 15 نوفمبر 2011 في ميشيغان في الولايات المتحدة.